# 考特妮·内文
考特妮·杰德·内文（英語：Courtney Jade Nevin；2002年2月12日—），澳大利亚女子职业足球运动员，司职边后卫，目前效力于莱斯特城足球俱乐部和澳大利亚国家女子足球队。她曾代表澳大利亚参加2020年和2024年夏季奥林匹克运动会女子足球比赛等多场国际赛事。